# Sorbona (zgrada)
Sorbona je zgrada u Latinskom kvartu Pariza koja je sedište Sorbonskog koledža od 1253 nadalje, dela jednog of prvih univerziteta na svetu, kasnije preimenovanog u Pariski univerzitet i obično poznat kao „Sorbona”. U današnje vremse se u njoj i dalje nalaze univerziteti naslednici Univerziteta u Parizu, poput Univerziteta Panteon-Sorbonne, Univerziteta Sorbona, Univerziteta nova Sorbona i Univerziteta u Parizu, kao i uprava Pariskog univerziteta. Univerzitet Sorbona je takođe sada univerzitet koji je rezultat spajanja Paris 6 UPMC i Paris 4 Sorbone od 1. januara 2018. godine.

## Koledž Sorbona
Koledž je osnovao Rober de Sorbon 1253. godine. Luj IX od Francuske je potvrdio osnivanje 1257. To je bio jedan od prvih značajnih koledža srednjovekovnog Pariskog univerziteta. Njegova biblioteka je među prvima abecedno prema naslovu uredila stavke u svom posedu. Ovaj univerzitet prethodi koledžu oko jednog veka, a manji koledži su osnovani već krajem 12. veka. Tokom 16. veka Sorbona se uključila u intelektualnu borbu između katolika i protestanata. Univerzitet je služio kao glavno uporište katoličkih konzervativnih stavova i kao takav vodio je borbu protiv politike relativne tolerancije kralja Fransoe I prema francuskim protestantima, osim kratkog perioda tokom 1533. godine kada je Univerzitet stavljen pod protestantsku kontrolu. Sorbona je, delujući zajedno sa katoličkom crkvom, osudila 500 štampanih dela kao jeretička između 1544. i 1556. godine.

## Trenutno stanje stvari
Godine 1970, Univerzitet u Parizu bio je podeljen na trinaest univerziteta, kojima je upravljao zajednički rektorat, uprava Pariskog univerziteta, sa kancelarijama u Sorboni. Tri od tih univerziteta održavaju prisustvo u istorijskoj zgradi Sorbone i stoga imaju taj naziv u svom imenu: Univerzitet Sorbona, Univerzitet Panteon-Sorbona i Univerzitet nova Sorbona. Univerzitet Pariz Dekart takoše koristi zgradu Sorbone. U zgradi se nalaze i Nacionalna škola des Šart, Škola praktičnih viših studija, Francuski civilizacijski kurs na Sorboni i Sorbonska biblioteka.
Sorbonska kapela je klasifikovana kao francuski istorijski spomenik 1887. godine. Amfiteatar (Veliki amfiteatar) i čitav kompleks zgrada (fasade i krovovi) postali su spomenici 1975. godine.

## Spor oko imena Sorbone
Nakon događaja iz maja 1968. godine, francusko visoko obrazovanje je reorganizovano zakonom Fore od 12. novembra 1968. Neki od 13 autonomnih univerziteta stvorenih nakon raspada Univerziteta u Parizu su nastavili da održavaju rad u zgradi Sorbone i odlučili da reč Sorbona zadrže u njihovim imenima: Univerzitet u Parizu 1 (Panteon-Sorbona), Univerzitet u Parizu 3 (Nova Sorbona) i Univerziteta u Parizu 4 (Pariz-Sorbona). Još jedan univerzitet održava rad u zgradi, ali je odlučio da napusti ime: Univerzitet u Parizu [Spajanje Univerziteta u Parizu 5 (Paris Dekart) i Univerzitet u Parizu 7 (Paris Didro)].
Dve dodatne institucije višeg obrazovanja takođe su ostale aktivne u istorijskoj zgradi Sorbone: Nacionalna škola des Šart i Škola praktičnih viših studija. Štaviše, Univerzitet u Parizu 2 (Panteon-Asa), iako nije smešten u zgradi Sorbone, deluje sa lokaliteta Panteon preko puta Kiža.
Zajedničko nasleđe i imanje Univerziteta u Parizu (uključujući zgradu Sorbone) nisu podeljeni i umesto toga stavljeni su u nadležnost zajedničke administracije: Ureda Univeriteta u Parizu, čije se sedište takođe nalazi u zgradi Sorbone.
Zgrada u celini je zajednička imovina 13 naslednika univerziteta u Parizu, a monumentalni odeljci se ne posebno pripisuju nijednom univerzitetu (već ih svi dele): Sorbonska kapela, dvorište, Peristil i Veliki amfiteatar.
Nekim delovima upravljaju pojedanačni naslednički univerziteti (mada su i dalje zajedničko dobro). Sorbonska biblioteka (Bibliothèque Interuniversitaire de la Sorbonne) je zajednička biblioteka univerziteta Panteon-Sorbona, Nova Sorbona, Sorbonski Univerzitet, Pariz Dekart i Pariz Didro, a njom upravlja Panteon-Sorbona.
Učionice, biblioteka i administrativne kancelarije pripisuju se univerzitetima koji održavaju rad u zgradi: Panteon-Sorbona, Nova Sorbona, Sorbonski univerzitet (koji takođe ovde ima svoje sedište), Parik Dekart i Pariz Didro. Svi oni takođe rade u drugim kampusima sa uspostavljenim širom Pariza.

### Ime i marka Sorbona
Iako je to visoko cenjeni brend, Sorbonski univerziteti nisu registrovali svoja imena kao zaštićene znakove sve do 1990-ih. Tokom narednih godina oni su uspostavili partnerstva, spajajući projekte i povezane institucije sa imenom Sorbona, što bi ponekad dovelo do sukoba oko upotrebe i vlasništva nad imenom.
Međutim, prošlo je skoro 30 godina, a da niko od njih nije registrovao svoja imena kao zaštitni znak. Prvi koji je to učinio bio je Univerzitet u Parizu 4 Pariz-Sorbona, koji je 1996. godine zastitio naziv  Université de Paris-Sorbonne, nakon čega je usledila registracija ažuriranih logotipa tokom sledeće decenije. Pratile su ga Nova Sorbona i Panteon-Sorbona 1999. Godine 2007, Paris 4 je takođe zaštitio brendom „La Sorbonne”. Godine 2006, oni su izdali dozvolu vlastima Abu Dabija da koriste marku Sorbone u čitavom regionu Bliskog Istoka; logotip „Sorbona Abu Dabi” zaštićen je 2007. godine, blokirajući druge Sorbonske univerzitete od korišćenja tog imena. Ova poslednja inicijativa pokrenula je krizu sa ostalim univerzitetima u Sorboni, primoravajući francuske vlasti da intervenišu.
Lokalne vlade Pariza i regije Il de Frans pretili su da će blokirati spajanje Pariza 2, Pariza 4 i Pariza 6, koji su imali zaštitni znak marke „Université de la Sorbonne”, ako ustraju u preuzimanju imena Sorbona za sebe na račun ostalih univerziteta u Sorboni.
Kasnije je projekat spajanja napredovao samo između univerziteta Paris 4 i Paris 6, ali je bio prisiljen da preispita naziv Sorbonski univerzitet. Kompromis iz 2010. godine se sastojao od dodavanja „s” na kraju naziva projekta (budući spojeni Univerzitet je kasnije nazvan), što ga je učinilo Sorbonskim Univerzitetima. U 2018. godini projekat je efektivno spojio nekadašnje univerzitete u Parizu 4 i 6, uzimajući naziv „Sorbona-Univerzitet” sa crticom ili bez nje. U skladu sa konvencijom o imenovanju i sa bivšom krizom iz 2006. godine u pozadini, broj u imenu nestaje i prateće ime postaje Sorbonne Université, zamenjujući „Pariz-Sorbona“ i „Pjer i Marija Kiri”.
Novo ime je tada Université Sorbonne Université ili Université Sorbonne-Université, mada je kolokvijalno i u većini komunikacija, i u registrovanim zaštitnim znakovima jednostavno „Sorbonne Université“. Prvi „Univerzitet” u nazivu odnosi se na činjenicu da je Univerzitet - samo javne visokoškolske ustanove smeju da koriste taj izraz u Francuskoj - a drugi „Univerzitet” potiče iz konvencije imenovanja dodavanjem imena nakon oznake broja grada. Trenutno je Univerzitet Sorbona jedini univerzitet Sorbone koji u svom imenu ne koristi broj.
Univerzitet u Parizu 2 (Panteon-Asa) registrovao zaštitni znak brenda „Univerzitet Sorbona-Asa” 2007. godine i „Sorbona-Asa” 2013. godine. On nudi međunarodnu diplomu na svom Pravnom međunarodnom fakultetu Sorbona-Asa.

## Spoljašnje veze
48° 50′ 55″ N 2° 20′ 36″ E / 48.84861° С; 2.34333° И